# Грауль, Карл
Карл Фридрих Леберехт Грауль (нем. Karl Graul; 6 февраля 1814, Вёрлиц, Саксония-Анхальт — 10 ноября 1864, Эрланген, Королевство Бавария)
— немецкий лютеранский богослов, переводчик, один из основателей миссиологии.

## Биография
Родился в семье ткача. С 1834 по 1838 год изучал теологию в Лейпцигском университете.
Некоторое время работал частным учителем. В 1844 году стал директором Общества евангелическо-лютеранской миссии в Дрездене (Дрезденская миссия), которая вскоре после этого стала Евангелическо-лютеранской миссией в Лейпциге (Лейпцигская миссия).
Был тесно связан с распространением лютеранского вероисповедания и обширной миссионерской деятельностью. Миссионеры-богословы должны были направляться в районы с достаточным знанием местных языков. Сам К. Грауль был одаренным полиглотом, говорил, кроме немецкого, на итальянском, французском, английском, греческом, латинском, иврите, тамильском, персидском, санскрите, хиндустани.
Некоторое время служил в Южной Индии, где среди прочего боролся кастовостью индийского общества.
Автор нескольких работы на тамильском языке, перевёл ряд текстов на немецкий язык, включая памятник тамильской литературы «Тируккурал» (1856).

## Избранные публикации
- Übersetzung von Dante Allghieri’s Göttlicher Komödie; 1843. (Elektronischer Text auf www.dantealighieri.dk)
- Unterscheidungslehren der verschiedenen christlichen Bekenntnisse; 1845
- Die Ev.-Luth. Mission an die ev-luth. Kirche aller Lande; 1845
- Explanations concerning the principles of the Leipzig Society with regard to the Caste-Question; Madras 1851
- Reise nach Ostindien, 5 Bände; 1854-56
- Bibliotheca Tamulica sive Opera Praecipia Tamuliensium, 4 Bände
  - Band 1: Tamulische Schriften zur Erläuterung des Vedanta-Systems oder der rechtgläubigen Philosophie der Hindus. Übersetzung und Erklärung von Karl Graul. Leipzig 1854. (Digitalisat)
  - Band 2: Kaivaljanavanīta. A Vedanta Poem. The Tamil Text with a Translation and Glossary and Grammatical Notes. Leipzig/London 1855. (Digitalisat)
  - Band 3: Der Kural des Tiruvalluver. Ein gnomisches Gedicht über die drei Strebeziele des Menschen. Übersetzung und Erklärung von Karl Graul. Leipzig 1856. (Digitalisat)
  - Band 4: Kural of Tiruvalluver. High-Tamil Text with Translation into Common Tamil and Latin, Notes and Glossary. Leipzig 1865. (Digitalisat)
- Outline of Tamil Grammar; 1855
- Die christliche Kirche an der Schwelle des irenäischen Zeitalters; 1860
- Die Stellung der evangelisch-lutherischen Mission in Leipzig zur ostindischen Kastenfrage; 1861
- Über Stellung und Bedeutung der christlichen Missionen im Ganzen der Universitätswissenschaften; 1864
- Indische Sinnpflanzen und Blumen zur Kennzeichnung des indischen, vornehmlich tamulischen Geistes; 1864

Кроме богословских сочинений, из которых важны «Unterscheidungslehren der verschiedenen christlichen Bekenntnisse» (11 изд. 1884) и «Die Christliche Kirche an der Schwelle des Irenäischen Zeitalters» (1860), оставил «Reise nach Ostindien» (1854—56) и сборник памятников тамильской литературы — «Bibliotheca tamulica» (1854—1865).